# 弓元
弓元（1454年—1539年），字大方，應天府江浦縣（今南京市浦口区）人，民籍，明朝政治人物。

## 生平
成化二十二年（1486年）丙午科應天鄉試第一百十七名舉人。弘治九年（1496年）丙辰科三甲第三十五名進士。任湖广岳州府推官，弘治十六年授試御史，十二月實擢河南道监察御史，正德三年（1508年）巡按江西，五年坐事黜为民，不久谪戍广东之南丹。晚年在江浦县七孔山附近的白马乡辟地建「年梦园」，著书自娱。卒年八十六岁。

## 家族
曾祖弓欽孝；祖父弓敬宗；父弓讚，陰陽訓術。母文氏。永感下。兄弓盛，监生。